# Peter Gabriel (1978)
Peter Gabriel bracht in juni 1978 zijn tweede titelloze studioalbum uit. Althans in Europa, in de Verenigde Staten kreeg het de titel Peter Gabriel II. Om onderscheid te kunnen maken met het vorige en volgende album werd het ook wel aangeduid als Scratch. Die titel is afgeleid van de Hipgnosisplatenhoes waarbij Gabriel met zijn nagels een deel van zijn portret weg heeft gekrabd. 

## Inleiding
Gabriel schakelde wederom Robert Fripp in als muziekproducent, waardoor het album wel gezien wordt als een deel van een trilogie binnen het oeuvre van Fripp met werk van hemzelf in het album Exposure en productiewerk voor Daryl Hall bij zijn album Sacred songs. De musici waren een aantal maanden aanwezig in de Relight Studio in Hilvarenbeek en The Hit Factory in Londen; het werd gemixt in de Trident Studios.  
De ontvangst van het album was minder goed dan het eerste, toch bleek de waardering in de loop der jaren (achteraf) relatief hoog. OOR's Pop-encyclopedie versie 2 (1979) noemde het album coherent, maar zag ook dat de populariteit van Gabriel vergeleken met die uit zijn Genesisperiode achteruitging. Het vermeldt tevens dat er met hem blijvend rekening moet worden gehouden vanwege zijn eigenzinnigheid. Een mening die werd gedeeld met Jim van Alphen in Het Parool van 5 juli 1978 die het had over een ontoegankelijk album dat door Fripp is dichtgemetseld. Het NRC Handelsblad (1 december 1978) besprak het album als "niemand liep er echt warm voor" als ook "sterk karakter" en "gevoel voor stijl". Gabriel verzorgde in november 1978 een concert in de Jaap Edenhal waarvoor bij het voorprogramma voor The Shirts, een opkomende punkband was gekozen.
Het album haalde de tiende plaats in de Britse albumlijst en een 45e plaats in de Billboard 200. In Nederland stond het een week op plaats 48 genoteerd in de Album Top 50; Duitsland en Nieuw-Zeeland kenden ook noteringen van een week.  

## Musici
- Peter Gabriel – zang, hammondorgel (track 11), piano (2), synthesizer (5, 7)
- Robert Fripp – elektrische gitaar (1, 3, 5, 10), akoestische gitaar (5), Frippertronics (8)
- Tony Levin -  basgitaar (1, 5, 7, 8, 10, 11), chapman stick (2, 4, 9), contrabas (6), blokfluitarrangement (6, 9) en achtergrondzang (1, 4, 7, 10, 11)
- Roy Bittan – toetsinstrumenten (1, 3, 5, 7, 8, 10, 11)
- Larry Fast – toetsinstrumenten (1, 2, 5, 7, 10)
- Jerry Marotta – drumstel (alle tracks behalve 3), achtergrondzang (1, 4, 10, 11)
- Sid McGinnis – elektrische gitaar (1, 4, 8, 9, 10, 11), akoestische gitaar (2, 3), steel guitar ( 3, 4, 5, 6, 9, 11), mandoline (2), achtergrondzang (7)
- Todd Cochran - toetsinstrumenten (2, 4, 6, 7)
- Tim Cappello – saxofoon (10, 11)
- George Marge – blokfluit (6, 8, 9)

Bij de eerste uitgave van het album op compact disc ontbrak de creditslijst.

## Muziek
| Nr. | Titel                                        | Duur |
| --- | -------------------------------------------- | ---- |
| 1.  | On the air (Gabriel)                         | 5:30 |
| 2.  | D.I.Y. (Gabriel)                             | 2:37 |
| 3.  | Mother of violence (Gabriel, Jill Gabriel)   | 3:10 |
| 4.  | A wonderful day in a one-way world (Gabriel) | 3:33 |
| 5.  | White shadow (Gabriel)                       | 5:14 |

| Nr. | Titel                        | Duur |
| --- | ---------------------------- | ---- |
| 1.  | Indigo (Gabriel)             | 3:30 |
| 2.  | Animal magic (Gabriel)       | 3:26 |
| 3.  | Exposure (Gabriel, Fripp)    | 4:12 |
| 4.  | Flotsam and Jetsam (Gabriel) | 2:17 |
| 5.  | Perspective (Gabriel)        | 3:23 |
| 6.  | Home sweet home (Gabriel)    | 4:37 |

Opmerkingen:
- aan het eind van White shadow bleef de slottoon eeuwig hoorbaar, tenzij men zelf de arm van de platenspeler van de plaat afhaalde
- een aantal uitgaven op muziekcassettes kent een andere volgorde, vermoedelijk om een gelijke speelduur te krijgen tussen beide “plaatkanten”
- Perspective kent ook een langere uitvoering; die is te vinden als B-kant van de Europese single D.I.Y., een single die nergens een hitparadenotering haalde.
- Jill Gabriel is de vrouw van Peter Gabriel